# Live Evil
Live Evil – album koncertowy brytyjskiej grupy Black Sabbath, z wokalistą Ronniem Jamesem Dio. Album został wydany w grudniu 1982 roku.

## Lista utworów
1. "E5150" (Ronnie James Dio, Tony Iommi, Geezer Butler) – 2:21
2. "Neon Knights" (Dio, Iommi, Butler, Bill Ward) – 4:36
3. "N.I.B." (Ozzy Osbourne, Iommi, Butler, Ward) – 5:09
4. "Children of the Sea" (Dio, Iommi, Butler, Ward) – 6:08
5. "Voodoo" (Dio, Butler, Iommi) – 6:07
6. "Black Sabbath" (Osbourne, Iommi, Butler, Ward) – 8:39
7. "War Pigs" (Osbourne, Iommi, Butler, Ward) – 9:19
8. "Iron Man" (Osbourne, Iommi, Butler, Ward) – 7:29
9. "The Mob Rules" (Dio, Iommi, Butler, Ward) – 4:10
10. "Heaven and Hell" (Dio, Iommi, Butler, Ward) – 12:04
11. "Sign of the Southern Cross/Heaven and Hell (Continued)" (Dio, Butler, Iommi/Dio, Iommi, Butler, Ward) – 7:15
12. "Paranoid" (Osbourne, Iommi, Butler, Ward) – 3:46
13. "Children of the Grave" (Osbourne, Iommi, Butler, Ward) – 5:25
14. "Fluff" (Iommi) – 0:59

## Twórcy
- Ronnie James Dio – wokal
- Tony Iommi – gitara
- Geezer Butler – gitara basowa
- Vinny Appice – perkusja
- Geoff Nicholls – keyboard